# Eugène Thiébaut

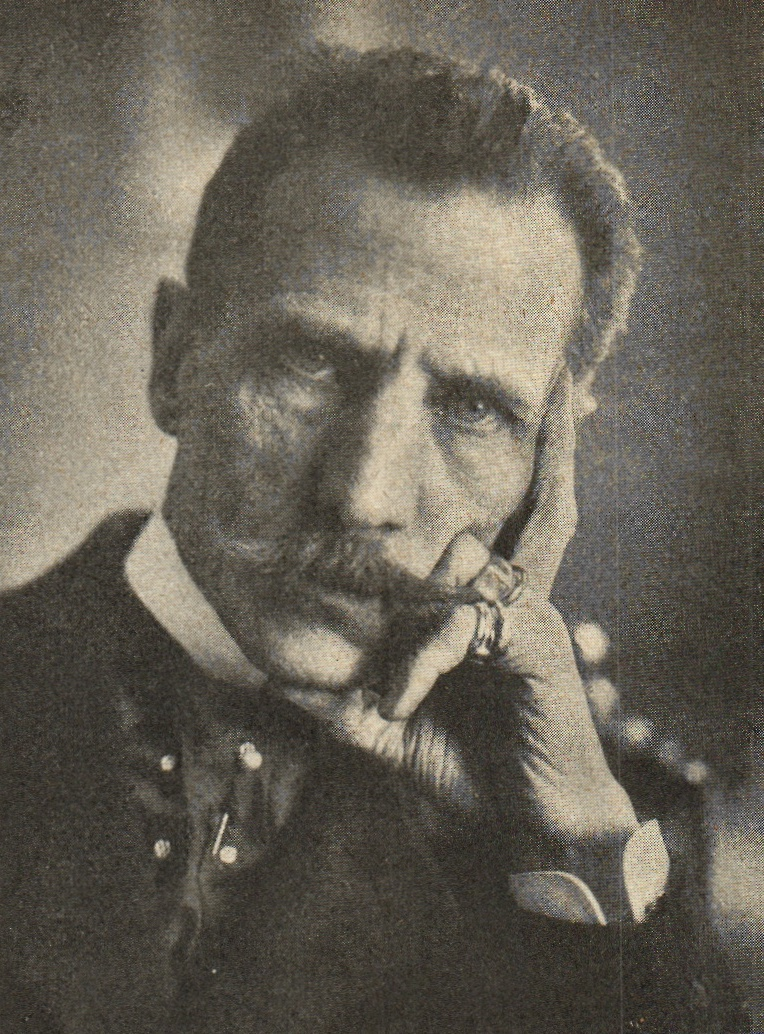
Eugène Thiébaut ca 1911.

Napoléon Eugène Émile Thiébaut, född 31 mars 1856 i Stockholm, död 17 februari 1938 i Paris, var en fransk diplomat.

## Biografi
Thiébaut, som var son till franske konsuln i Stockholm, fick sin första skolundervisning vid Franska skolan där. Han blev juris licentiat i Frankrike, anställdes 1882 vid konseljpresidentens kansli och inträdde 1885 på konsulsbanan, samt var bland annat 1893–1895 tillförordnad generalkonsul i New York. Efter att ha tjänstgjort som legationssekreterare i Washington, D.C. (sedan 1898) och Bern (sedan 1901) utnämndes Thiébaut till envoyé 1906 i Buenos Aires och 1910 i Stockholm, där han stannade till sin pensionering i september 1918. Några av honom vid sammanträden med ententens sändebud i Stockholm i juli 1917 framställda förslag att utöva inverkan på svenska pressen i ententevänlig riktning kom i januari 1918 till allmänhetens kännedom, och föranledde en rätt hetsig tidningspolemik.